# Gasparilla Bowl 2022
Match précédent Match suivant
Le Gasparilla Bowl 2022 est un match de football américain de niveau universitaire joué après la saison régulière de 2022, le 23 décembre 2022 au Raymond James Stadium situé à Tampa dans l'État de la Floride aux États-Unis.
Il s'agit de la 14e édition du Gasparilla Bowl.
Le match met en présence l'équipe des Demon Deacons de Wake Forest issue de la Atlantic Coast Conference et l'équipe des Tigers du Missouri issue de la Southeastern Conference.
Il débute vers 17 h 30 locales (le 24 décembre vers 0 h 30 en France) et est retransmis à la télévision par ESPN.
Sponsorisé par la société Union Home Mortgage (en), le match est officiellement dénommé le 2022 Union Home Mortgage Gasparilla Bowl.
Wake Forest remporte le match sur le score de 27 à 17.

## Présentation du match
Il s'agit de la 1re rencontre entre les deux équipes.
| Équipes                                                                                                   | Couleurs | Conférences | Entraîneurs              | Stats. saison rég. | Classements avant le bowl | Classements avant le bowl | Classements avant le bowl |
| --- | -------- | ----------- | ------------------------ | ------------------ | ------------------------- | ------------------------- | ------------------------- |
| Équipes                                                                                                   | Couleurs | Conférences | Entraîneurs              | Stats. saison rég. | CFP                       | AP                        | Coaches                   |
| Tigers du Missouri                                                                                        |          | ACC         | Dave Clawson (en) (e)    | 7 - 5              | NC                        | NC                        | NC                        |
| Tigers du Missouri                                                                                        |          | SEC         | Eliah Drinkwitz (en) (e) | 6 - 6              | NC                        | NC                        | NC                        |
| - Arbitre : Kevin Boitmann (Big 12) - Équipe donnée favorite par les bookmakers : Wake Forest par 1 point |          |             |                          |                    |                           |                           |                           |

### Demon Deacons de Wake Forest
Avec un bilan global en saison régulière de 7 victoires et 5 défaites (3-5 en matchs de conférence), Wake Forest est éligible et accepte l'invitation pour participer au Gasparilla Bowl 2022.
Ils terminent 6e de la Division Atlantic de l'Atlantic Coast Conference.
À l'issue de la saison 2022 (bowl non compris), ils n'apparaissent pas dans les classements CFP, AP et Coaches.
Il s'agit de leur première participation au Gasparilla Bowl.
| Logo     | Postes                                                   | Joueurs                                                  | Statistiques                                                       |
| -------- | -------------------------------------------------------- | -------------------------------------------------------- | ------------------------------------------------------------------ |
|          | Quarterback                                              | Sam Hartman                                              | 247/342 passes réussies pour 3 421 yards, 35 TDs, 11 interceptions |
| Coureur  | Justice Ellison                                          | 149 courses pour 635 yards nets gagnés et 5 TDs          |                                                                    |
| Receveur | A.T. Perry                                               | 70 réceptions pour 980 yards et 11 TDs                   |                                                                    |
| Effectif | Listing et statistiques du roster 2022 des Demon Deacons | Listing et statistiques du roster 2022 des Demon Deacons |                                                                    |

### Tigers du Missouri
Avec un bilan global en saison régulière de 6 victoires et 6 défaites (3-5 en matchs de conférence), Missouri est éligible et accepte l'invitation pour participer au Gasparilla Bowl 2022.
Ils terminent 6e de la Division East de la Southeastern Conference.
À l'issue de la saison 2022 (bowl non compris), ils n'apparaissent pas dans les classements CFP, AP et Coaches.
Il s'agit de leur première participation au Gasparilla Bowl.
| Logo     | Postes                                            | Joueurs                                           | Statistiques                                                      |
| -------- | ------------------------------------------------- | ------------------------------------------------- | ----------------------------------------------------------------- |
|          | Quarterback                                       | Brady Cook                                        | 217/333 passes réussies pour 2 504 yards, 13 TDs, 7 interceptions |
| Coureur  | Cody Schrader                                     | 157 courses pour 692 yards nets gagnés et 8 TDs   |                                                                   |
| Receveur | Luther Burden                                     | 38 réceptions pour 329 yards et 7 TDs             |                                                                   |
| Effectif | Listing et statistiques du roster 2022 des Tigers | Listing et statistiques du roster 2022 des Tigers |                                                                   |